# David Owen Norris
David Owen Norris, FSA, (Long Buckby, 1953), è un pianista, compositore, conduttore radiofonico e televisivo britannico.

## Biografia

### Primi anni
Norris nacque nel 1953 a Long Buckby nel Northamptonshire, in Inghilterra e in seguito frequentò la Daventry Grammar School. Studiò musica al Keble College di Oxford, dove era borsista di organo; ora è Membro Onorario del college.

### Carriera
Dopo aver lasciato Oxford studiò composizione e lavorò alla Royal Opera House come Répétiteur. Come pianista ha accompagnato solisti come Dame Janet Baker, Larry Adler e John Tomlinson e nella sua carriera da solista ci sono state apparizioni ai Proms ed esibizioni con la Chicago Symphony Orchestra e la Detroit Symphony Orchestra. Ha anche presentato diverse serie radiofoniche - la sua Playlist Series per BBC Radio 4 ha recentemente terminato la sua seconda serie - ha presentato per la televisione ed è apparso in numerosi documentari televisivi. È professore al Royal College of Music e all'Università di Southampton, dove è professore capo di pianoforte. È stato anche "Professore di Musica Gresham" e professore alla Royal Academy of Music (dove prima era stato studente).

### Composizioni
Norris ha avuto successo come compositore in una vasta gamma di stili musicali. Il suo Concerto per pianoforte e la sua Sinfonia sono stati eseguiti per la prima volta all'Abbazia di Dorchester dall'English Music Festival, così come il suo oratorio Prayerbook, che è stato frequentemente eseguito e studiato successivamente alla sua prima. I suoi cicli di canzoni Think Only This (su versi di poesie di guerra) e Tomorrow Nor Yesterday (su versi di poesie di John Donne) sono stati pubblicati su un disco intitolato Fame's Great Trumpet. Le sue opere e le sue operette, tra cui Die! Sober Flirter e The Jolly Roger, sono state eseguite su BBC Radio e anche nel Regno Unito e in Europa, così come diversi pastiche di Mozart.

### Onorificenze
Il 12 novembre 2015 Norris fu eletto membro della Society of Antiquaries of London (FSA).

## Incisioni

### Concerti di pianoforte
- Constant Lambert, Rio Grande (Gilmore Festival Records) Yoshimi Takeda KSO 1996
- Constant Lambert, Concerto per pianoforte (ASV CD WHL 2122) Barry Wordsworth BBCCO 1999[6]
- The World's Primi concerti per pianoforte [su pianoforte quadrato] (Avie AV0014) Sonnerie 2003
- Edward Elgar, Concerto per pianoforte realizzato Walker (Dutton CDLX 7148) David Lloyd-Jones BBCCO 2005[6]
- Joseph Horovitz, Concerto Jazz (Dutton CDLX 7188) Horovitz Royal Ballet Sinfonia 2007
- Richard Arnell, Concerto per pianoforte (Dutton CDLX 7184) Martin Yates RSNO 2007[6]
- Montague Phillips, Concerti per pianoforte in fa# minore e in mi (Dutton CDLX 7206) Gavin Sutherland BBCCO 2008[6]
- Victor Hely-Hutchinson, Concerto Jazz 'The Young Idea: cum grano salis’ (Dutton CDLX 7206) 2008[6]

### Pianoforte solista
- Edward Elgar/Sigfrid Karg-Elert, Sinfonia n. 1 (AVM AVZ-3024) 1990[6]
- Elgar, Schizzi per la Sinfonia n. 3 (NMC D052) 1998[6]
- Peter Maxwell Davies, Addio a Stromness (MPR 203) 1998
- Elgar, Musica completa per pianoforte (Elgar Editions EE 002) 2003[6]
- George Dyson, Musica completa per pianoforte (Dutton CDLX 7137) 2004[6]
- Elgar, Canzoni e musica per pianoforte suonate sul Broadwood del 1844 di Elgar (Avie AV2129) Amanda Pitt, Mark Wilde, Peter Savidge (Two world premieres) 2007[6]
- Audioguida alla Collezione Cobbe di strumenti legati al compositore a Hatchlands, che suonano pianoforti precedentemente appartenenti a J. C. Bach, Charles Dibdin, Johann Baptist Cramer, Frédéric Chopin, Sigismond Thalberg, Franz Liszt, Georges Bizet, Edward Elgar etc. 2008
- Elgar/Karg-Elert/Norris, Studio Sinfonico Falstaff, Pomp & Circumstance (Elgar Editions EECD009) 2009[6]
- Giles Easterbrook, The Moon Underwater: Musica da camera e pianoforte solista (Prima Facie PFCD002) 2010[6]
- Roger Quilter, Musica completa per pianoforte (EMR CD02) 2011[6]
- Felix Mendelssohn, Canzoni complete senza parole (non ancora pubblicate)

### Canzoni
- Roger Quilter, Canzoni (Hyperion A 66208) David Wilson-Johnson
- Percy Grainger, Canzoni (Pearl SHE 572) David Wilson-Johnson
- Franz Schubert, Winterreise (Hyperion A66111) David Wilson-Johnson 1984
- Arthur Somervell, Canzoni (Hyperion CDA 66187) David Wilson-Johnson 1986
- Benjamin Britten, Il giro di vite (Collins 70302) Bedford, Lott, Langridge 1993
- Gerald Finzi, Canzoni (GMN CO116) David Wilson-Johnson 1996
- Britten, Saint Nicolas, Steuart Bedford, Philip Langridge Naxos 8.557203 1996
- Schubert, Canzoni di Ludwig Gotthard Kosegarten e Johann Wolfgang von Goethe [inclusa l'unica registrazione del primo ciclo di canzoni di Schubert] (Dogstar DS001) Ian Partridge, Jennifer Bates, Ruth Peel 2000[6]
- Granville Bantock, Canzoni (Dutton CDLX 7121) Jean Rigby, Peter Savidge 2002
- London Pride (Recital di canzoni), Catherine Bott (Hyperion CDA67457) 2004[6]
- Quilter, Duetti completi e arrangiamenti di brani tradizionali (Naxos 8.557495) Amanda Pitt, Joanne Thomas, Philip Langridge, David Wilson-Johnson 2005[6]
- Edward Elgar, Canzoni e musica per pianoforte suonate su Broadwood del 1844 di Elgar (Avie AV2129) Amanda Pitt, Mark Wilde, Peter Savidge (Two world premieres) 2007[6]
- Musica dei Giardini del Piacere (Signum Classics SIGCD101) Philip Langridge 2007
- Trevor Hold, Cicli di canzoni (Dutton CDLX 7213) Amanda Pitt, David Wilson-Johnson 2008[6]
- Victor Herbert, Canzoni (Linn CKD335) James Gilchrist 2009[6]
- Priez pour paix Canzoni di guerra (Prelude CDPR2550) Philip Langridge, Jennifer Langridge 2010[6]
- Entertaining Miss Austen (Dutton Epoch CDLX 7271) Amanda Pitt, John Lofthouse 2011[6]
- Britten in Scotland (Naxos 8.572706) Mark Wilde 2011
- Mr. Hook's Original Christmas Box (Dogstar DS010) Highcliffe Junior Choir 2011[6]

### Musica da camera
- Arnold Bax, Quintetto per pianoforte (Chandos CHAN 8795) Mistry Quartet 1990
- Edward Elgar, Quintetto per pianoforte (Argo 433 312–2) Mistry Quartet 1991
- Camille Saint-Saëns, Il carnevale degli animali (Chandos 9244) I Musici di Montreal
- Norris, Tutti insieme ora (Gilmore Festival Records) 1996[6]
- Frank Bridge, Viola Music (ASV CD DCA 1064) Louise Williams 1999
- George Dyson, Musica da camera completa (Dutton CDLX 7137) 2004[6]
- Ludwig van Beethoven, Arrangiamenti per viola (Toccata TOCC 0108) Paul Silverthorne 2010[6]
- Francis Poulenc, Babar il piccolo elefante; Saint-Saëns, The Carnival of the Animals (the latter with David Coram at the Organ of Romsey Abbey, and both with narration by Richard Briers) Cathedral Classics CCCD101 2011
- Percy Sherwood, Musica per violoncello e pianoforte (Toccata) Joseph Spooner Feb 2012[6]
- John Blackwood McEwen & Arnold Bax, Sonate per viola (EM Records) Louise Williams Feb 2012[6]
- Alan Rawsthorne, Kenneth Leighton, Elizabeth Maconchy, Gordon Jacob, Musica per viola (EM Records) Louise Williams Summer 2012[6]

### Programmi radio
- A History of Private Life (BBC Audio 2010 ISBN 978-1-4084-6745-9. – 6 CDs)